# Ire législature de la Troisième République française
 (mai 2025).
Si vous disposez d'ouvrages ou d'articles de référence ou si vous connaissez des sites web de qualité traitant du thème abordé ici, merci de compléter l'article en donnant les références utiles à sa vérifiabilité et en les liant à la section « Notes et références ».
La Ire législature de la Troisième République française est un cycle parlementaire qui s'ouvre le 9 mars 1876 et se termine le 25 juin 1877 avec la dissolution de la Chambre par le président de la République, Patrice de Mac Mahon.

## Composition de l'exécutif
Président de la République : Patrice de Mac Mahon.

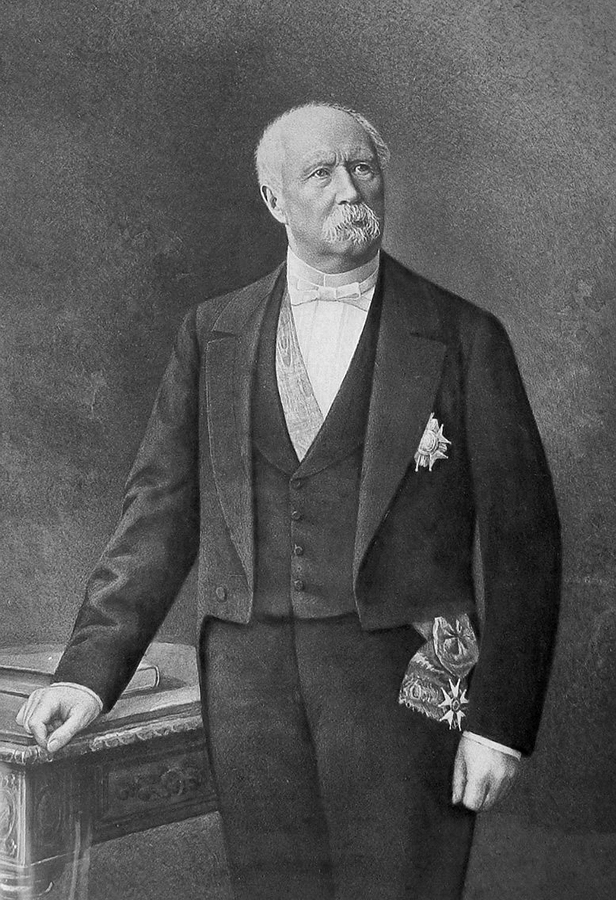
Patrice de Mac Mahon

Président de la Chambre des députés : Jules Grévy.

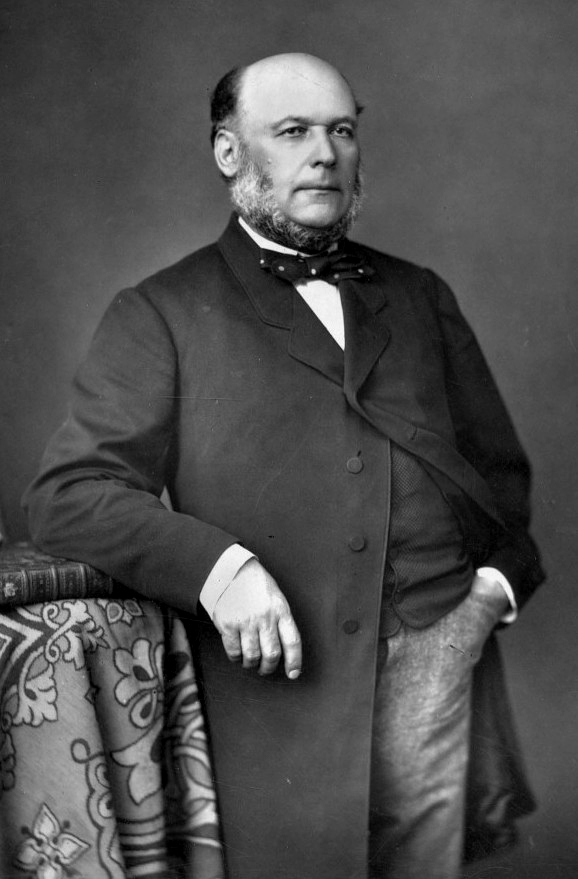
Jules Grévy

| Gouvernement | Gouvernement      | Gouvernement                       | Dates (Durée)                                  | Parti(s)                                                               | Président du Conseil           | Composition initiale            |
| ------------ | ----------------- | ---------------------------------- | ---------------------------------------------- | ---------------------------------------------------------------------- | ------------------------------ | ------------------------------- |
| 1            | Jules Dufaure     | Gouvernement Jules Dufaure (4)     | du 9 mars 1876 au 3 décembre 1876 (269 jours)  | Extrême gauche, Union républicaine, Gauche républicaine, Centre gauche | Jules Dufaure (Libéral)        | 9 ministres 1 secrétaire d'État |
| 2            | Jules Simon       | Gouvernement Jules Simon           | du 12 décembre 1876 au 16 mai 1877 (155 jours) | Extrême gauche, Union républicaine, Gauche républicaine, Centre gauche | Jules Simon (Républicain)      | 9 ministres 1 secrétaire d'État |
| 3            | Albert de Broglie | Gouvernement Albert de Broglie (3) | du 17 mai 1877 au 19 novembre 1877 (186 jours) | Orléanistes, légitimistes, bonapartistes                               | Albert de Broglie (Orléaniste) | 9 ministres 1 secrétaire d'État |

## Composition de la Chambre des députés

### Composition en début de législature
| Groupe parlementaire     | Groupe parlementaire     | Groupe parlementaire       | Députés |  |
| Groupe parlementaire     | Groupe parlementaire     | Groupe parlementaire       | Total   |  |
| ------------------------ | ------------------------ | -------------------------- | ------- |  |
|                          | GR                       | Gauche républicaine        | 136     |  |
|                          | CG                       | Centre gauche              | 97      |  |
|                          | UR                       | Union républicaine         | 87      |  |
|                          | AAP                      | Appel au peuple            | 82      |  |
|                          | CD                       | Centre droit               | 42      |  |
|                          | DR                       | Droite                     | 31      |  |
|                          | NI                       | Non-inscrits et incertains | 48      |  |
|                          |                          |                            |         |  |
| Total des sièges pourvus | Total des sièges pourvus | Total des sièges pourvus   | 523     |  |

#### Composition détaillée
| Bloc             | Groupes                               | Groupes | Tendances               | Tendances | Tendances |
| ---------------- | ------------------------------------- | ------- | ----------------------- | --------- | --------- |
| Républicains 350 |                                       |         |                         |           |           |
|                  | Union républicaine                    |         |                         |           |           |
|                  | Radicaux intransigeants               | 11      |                         |           |           |
|                  | Républicains gambettistes et radicaux | 76      |                         |           |           |
|                  | Gauche républicaine                   |         | Républicains modérés    | 136       |           |
|                  | Centre gauche                         |         | Conservateurs libéraux  | 97        |           |
|                  | Non-inscrits républicains             |         |                         |           |           |
|                  | Radicaux intransigeants               | 16      |                         |           |           |
|                  | Républicains modérés                  | 14      |                         |           |           |
| Monarchistes 173 |                                       |         |                         |           |           |
|                  | Centre droit                          |         | Royalistes orléanistes  | 42        |           |
|                  | Droite                                |         | Royalistes légitimistes | 31        |           |
|                  | Appel au peuple                       |         | Bonapartistes           | 82        |           |
|                  | Non-inscrits monarchistes             |         |                         |           |           |
|                  | Bonapartistes indépendants            | 15      |                         |           |           |
|                  | Royalistes                            | 3       |                         |           |           |
| Total :          | Total :                               | Total : | Total :                 | Total :   | 523       |

### Composition en fin de législature
| Groupe parlementaire     | Groupe parlementaire     | Groupe parlementaire       | Députés |  |
| Groupe parlementaire     | Groupe parlementaire     | Groupe parlementaire       | Total   |  |
| ------------------------ | ------------------------ | -------------------------- | ------- |  |
|                          | GR                       | Gauche républicaine        | 143     |  |
|                          | CG                       | Centre gauche              | 97      |  |
|                          | AAP                      | Appel au peuple            | 84      |  |
|                          | UR                       | Union républicaine         | 77      |  |
|                          | CD                       | Centre droit               | 40      |  |
|                          | EXG                      | Extrême gauche             | 33      |  |
|                          | DR                       | Droite                     | 28      |  |
|                          | NI                       | Non-inscrits et incertains | 29      |  |
|                          |                          |                            |         |  |
| sièges vacants           | sièges vacants           | sièges vacants             | 3       |  |
| Total des sièges pourvus | Total des sièges pourvus | Total des sièges pourvus   | 533     |  |

#### Composition détaillée
| Bloc             | Groupes                   | Groupes        | Tendances                             | Tendances      | Tendances |
| ---------------- | ------------------------- | -------------- | ------------------------------------- | -------------- | --------- |
| Républicains 364 |                           |                |                                       |                |           |
|                  | Extrême gauche            |                | Radicaux intransigeants               | 33             |           |
|                  | Union républicaine        |                | Républicains gambettistes et radicaux | 77             |           |
|                  | Gauche républicaine       |                | Républicains modérés                  | 143            |           |
|                  | Centre gauche             |                | Conservateurs libéraux                | 97             |           |
|                  | Non-inscrits républicains |                | Républicains modérés                  | 14             |           |
| Monarchistes 166 |                           |                |                                       |                |           |
|                  | Centre droit              |                | Royalistes orléanistes                | 40             |           |
|                  | Droite                    |                | Royalistes légitimistes               | 28             |           |
|                  | Appel au peuple           |                | Bonapartistes                         | 84             |           |
|                  | Non-inscrits monarchistes |                | Bonapartistes indépendants            | 14             |           |
| Sièges vacants   | Sièges vacants            | Sièges vacants | Sièges vacants                        | Sièges vacants | 3         |
| Total            | Total                     | Total          | Total                                 | Total          | 533       |

## Crise du 16 mai
Le 16 mai 1877, le président de la République Patrice de Mac Mahon contraint à la démission le président du conseil, le républicain Jules Simon. Le successeur de ce dernier, l'orléaniste Albert de Broglie ne disposant pas d'une majorité à la Chambre des députés, son gouvernement essuie un vote de défiance par 363 voix contre 143. La chambre est dissoute le 25 juin 1877 par le président Patrice de Mac Mahon.